# Batrisodes clypeospecus
Batrisodes clypeospecus (лат.) — вид пещерных жуков-ощупников (Pselaphinae) из семейства стафилиниды. Эндемик США.

## Распространение
США (штат Теннесси): пещера Reed Creek Cave, округ Фентресс пещера Upper Parrott Cave и пещера Lower Parrott Cave, округ Овертон.

## Описание
Мелкие коротконадкрылые жуки. Длина тела 2 мм, длина головы 0,45 мм. Основная окраска красновато-коричневая.
Блестящий, с умеренно длинным и обильным опушением, полуприжатым, за исключением щетинистой щечной бородки; кожные покровы почти непунктированные, кроме лица. Голова с умеренно выпуклыми глазами из 32 фасеток; боковые вершинные кили слабо развиты; короткие затылочные кили слабо развиты; темя припухшее между двумя глубокими голыми макушечными ямками. Усики 11-члениковые, брюшко из 5 видимых тергитов. Вертлуги короткие, ноги прилегают к тазикам. Надкрылья в базальной части с 3 ямками. 10-й и 11-й членики усиков очень большие; 10-й такой же ширины, как одиннадцатый, с уплощённой вентральной частью, несущей большую ямку, эта ямка примерно в три четверти длины и ширины сегмента, её устье окаймлено кольцом щетинок, а ямка глубже мезиально, чем латерально; 11-й членик с уплощённой вентральной частью, без шипа или зубца. Сходен с видом Batrisodes specus.